# Топливная карта
То́пливная ка́рта (англ. Fuel card) — карта, используемая для автоматизации оплаты топлива на АГНКС, АГЗС или АЗС.
Топливная карта использует в рамках системы, обычно включающей владельца нефтепродуктов, корпоративного клиента и агента-посредника. Различают оффлайновую (аналоговую) и онлайновую (цифровую) архитектуру системы обслуживания безналичных топливных карт.
При работе такой системы каждая сторона получает определённую выгоду:
- владелец нефтепродуктов — получает новых клиентов и закрепляет существующих, а также получает предоплату и оперативную аналитику
- корпоративные клиенты — снижают на 15-20 % затраты на топливо за счет снижения уровня мошенничества и увеличения безопасности, контроля качества топлива, а также облегчается процедура возмещения НДС
- агент-посредник — предоставляет платные услуги по основному виду экономической деятельности. Иногда является дочкой компании — владельца нефтепродуктов.

Существует открытый список способов, которыми осуществляются безналичные расчеты по топливным картам. Долгов и Дли выделяют четыре варианта:
- электронные ведомости;
- электронные талоны;
- обычные пластиковые карты;
- смарт-карты.

Они же отмечают в статье за 2007 год, что в России преимущественно используются два вида смарт-карт:
- «литровые» платежные смарт-карты — «фиксируют информацию об объёме купленного топлива в литрах, что позволяет застраховаться от колебания цен за время нахождения транспорта в пути»;
- «рублевые» платежные смарт-карты — «они хранят информацию о денежных средствах на карточном счете, что позволяет не только приобретать топливо и пользоваться скидками, но и оплачивать дополнительные услуги на АЗС».

Ввиду развития рынка и конкуренции в данном сегменте рынка, региональные операторы начинают объединяться в межрегиональные карточные системы под предводительством крупных нефтяных комнапий и последовательно стараются привлекать крупные промышленные и торговые предприятия.
К системам, обеспечивающим работу топливных карт, предъявляют два специфических требования:
- повышенная надежность — водители с топливными картами не получают на руки денег на ГСМ и если система не работает, то это может привести к длительным задержкам в пути;
- обеспечение возможности непрерывного контроля расхода топлива — это уменьшает вероятность мошенничества со стороны водителей.

В СССР впервые картонные карты с магнитной полосой были применены в 1984 году для расчётов на заправочных станциях в Новосибирске. Информация о транзакциях оставалась на перфолентах автомата при АЗС, которые через каждые 10 дней забирались в вычислительный центр, где данные с бумажных носителей переводились на магнитный диск, после чего составлялся платёжный документ для отправки в банк.